# Mount Sterling (Iowa)
Mount Sterling is een plaats (city) in de Amerikaanse staat Iowa, en valt bestuurlijk gezien onder Van Buren County.

## Demografie
Bij de volkstelling in 2000 werd het aantal inwoners vastgesteld op 40. In 2006 is het aantal inwoners door het United States Census Bureau geschat op 37, een daling van 3 (-7,5%).

## Geografie
Volgens het United States Census Bureau beslaat de plaats een oppervlakte van 1,0 km², geheel bestaande uit land. Mount Sterling ligt op ongeveer 207 m boven zeeniveau.

## Plaatsen in de nabije omgeving
De onderstaande figuur toont nabijgelegen plaatsen in een straal van 20 km rond Mount Sterling.